# Pallars Jussá
El Pallars Jussá (oficialmente en catalán, Pallars Jussà) es una comarca española, situada en la provincia de Lérida, Cataluña. Junto con la comarca del Pallars Sobirá, forma el territorio histórico del Pallars. Sus orígenes se remontan al Condado de Pallars Jussá.
La división comarcal de 1936 estableció la división del Pallars en dos comarcas: el Sobirà, o superior en castellano, que ocupa la parte septentrional, y el Jussà, o inferior, que ocupa la meridional. Esta división agregó al Pallars Jussà los territorios ribereños del Noguera Ribagorzana de la provincia de Lérida. La división comarcal de 1988 respetaría la división de los territorios del Pallars, pero segregaría de nuevo estos territorios del Pallars Jussà y les otorgaría la consideración de comarca con el nombre de Alta Ribagorza.
El Pallars Jussà ocupa la cuenca media del río Noguera Pallaresa, en las estribaciones de los Pirineos. Limita al norte con las comarcas del Pallars Sobirá y la Alta Ribagorza, al este con la comarca del Alto Urgel, al sur con la comarca de la Noguera y al oeste con la provincia de Huesca.Desde el año 1975, se ha formado a los Sargentos del Ejército de Tierra, AGBS (Academia General Básica de Suboficiales) en Talarn.

## Geografía

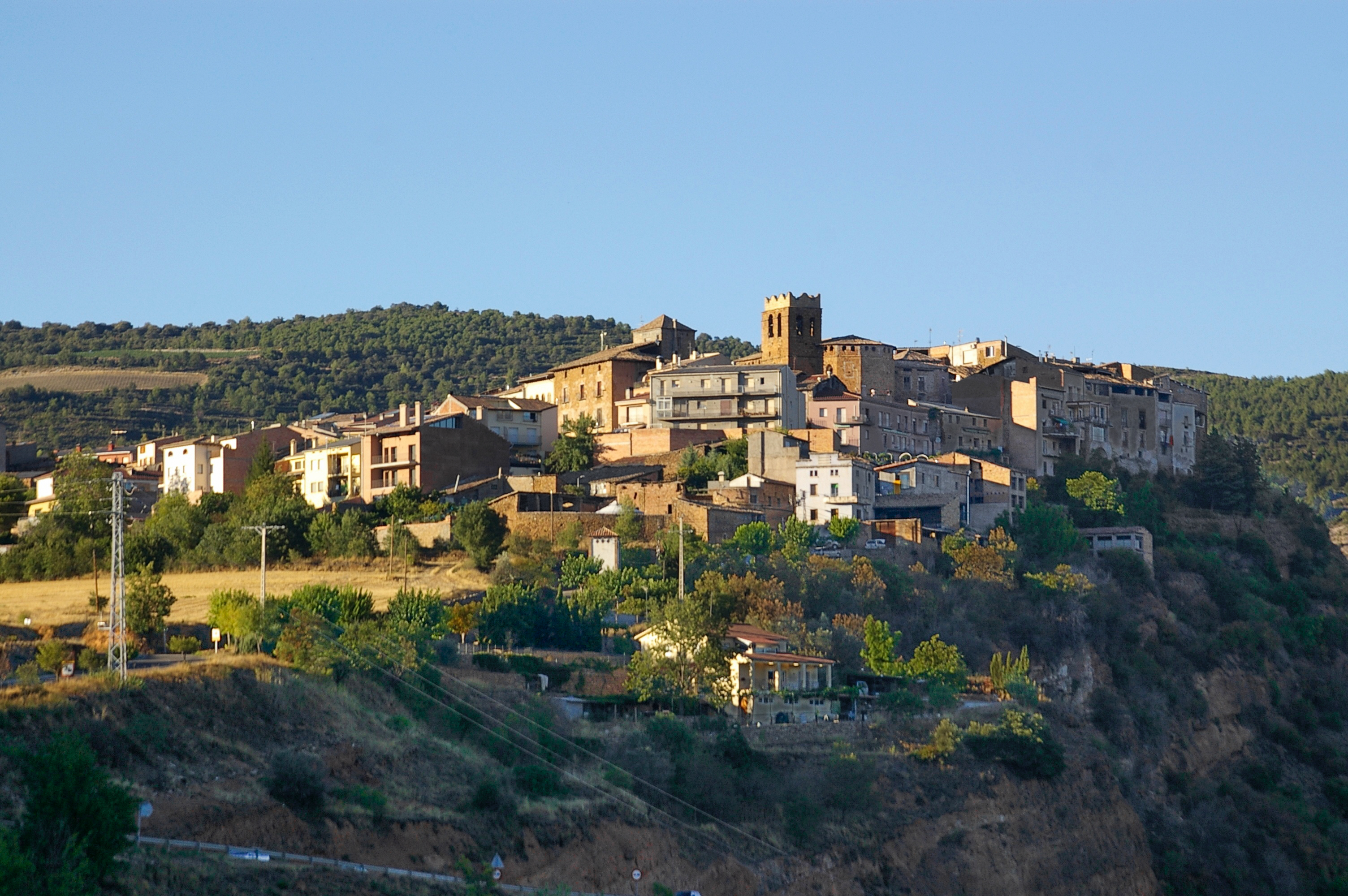
Talarn.

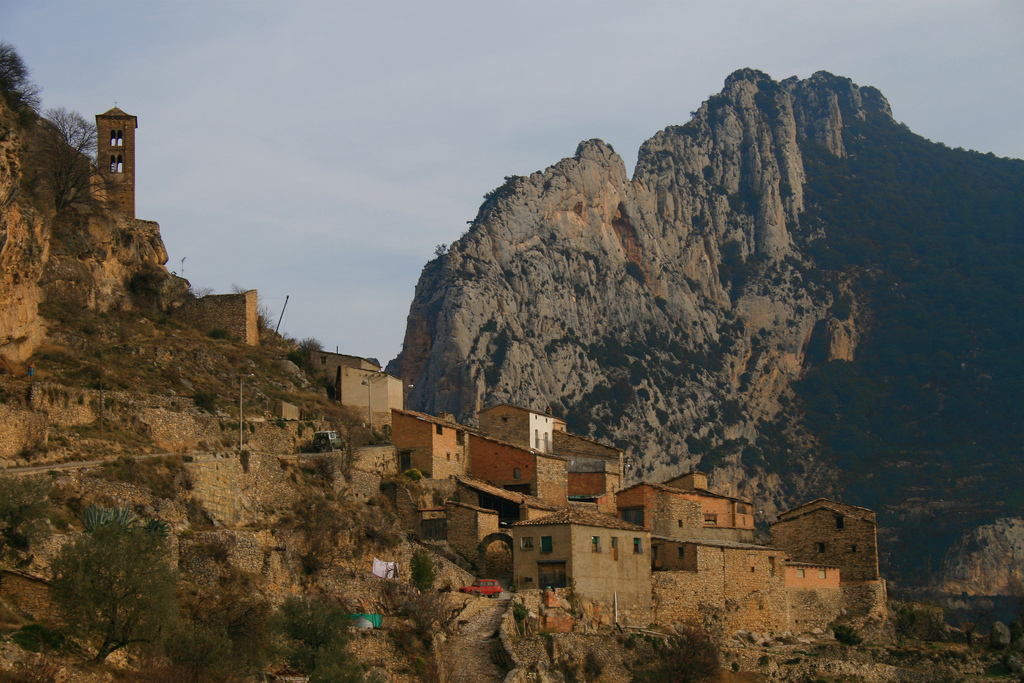
Abella de la Conca.

El Pallars Jussá está formado por cuatro unidades geográficas: la Cuenca Deçà o Cuenca de Tremp, alrededor de la cabecera comarcal, el entorno de la villa de Isona, la Conca de Dalt, alrededor de Puebla de Segur, aunque recibe este nombre el municipio de El Pont de Claverol, y el conjunto formado por la Vall Fosca, con Torre de Cabdella como centro y el término paralelo de Sarroca de Bellera.
Se podría considerar un quinto territorio, aunque geográficamente pertenece a la Alta Ribagorza. Se trata de la mitad oriental de la Terreta, con los antiguos términos municipales de Espluga de Serra y Sapeira, ambos actualmente englobados en el gran municipio de Tremp. 
La zona septentrional, fronteriza con el Pallars Sobirá, tiene un relieve accidentado. En la zona meridional se encuentra una depresión, la cuenca de Tremp, donde se encuentra su capital, Tremp, punto de confluencia de los caminos que comunican el llano con la montaña.

## Economía
Su economía se basa en la explotación ganadera y en la agricultura aunque en los últimos años se ha desarrollado un incipiente turismo. También posee un valioso patrimonio románico. Existen también numerosas centrales hidroeléctricas y sus correspondientes pantanos fuente de agua.

## Historia

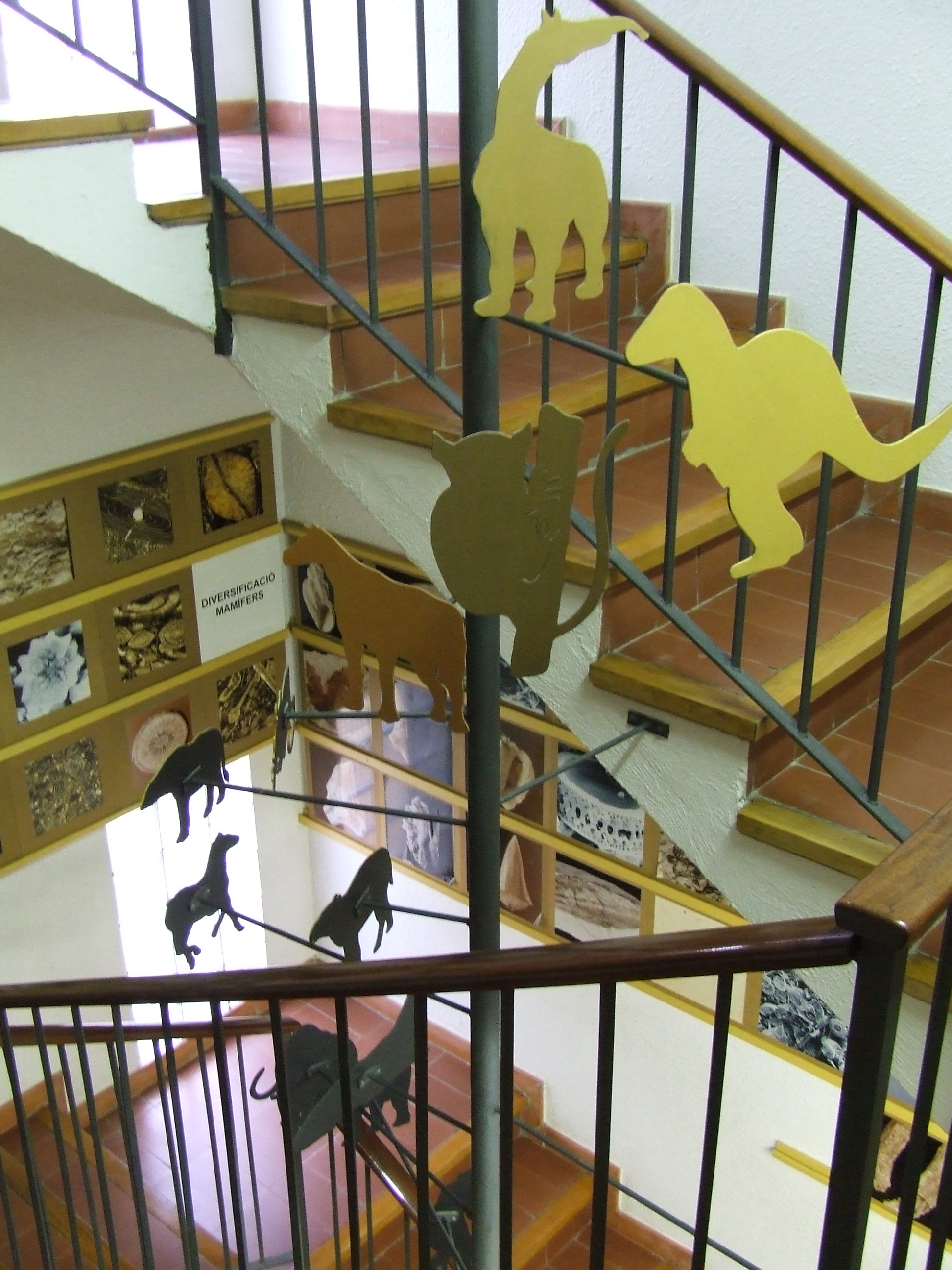
Escalera del Museo del Parque Cretácico de la Conca Dellá, Isona.

En la comarca se han hallado restos fósiles de dinosaurios, concretamente en el término municipal de Isona y Conca Dellá. Vivieron aquí hace 65 millones de años y dejaron sus huellas todavía visibles en los yacimientos de Orcau, Basturs o La Llau de la Costa. En el yacimiento de Orcau se realizó además una excavación en la década de 1950 que consiguió recuperar los restos fosilizados de un saurópodo. 
Después de estar dominado por romanos, visigodos y musulmanes, el actual territorio del Pallars fue conquistado por la casa de Tolosa en 800, formándose así la comarca histórica del Pallars, con la instauración del condado de Pallars.
El 872, tras el asesinato de Bernardo II de Tolosa, el condado pasó a manos de Ramón II, que fundó la Casa de Pallars, y acabó de definir la independencia del condado respecto de la Casa de Tolosa. Hizo así del Pallars un condado independiente.
El año 1010, el testamento de Suniario I de Pallars dividió el condado en dos, el condado de Pallars Jussá para Ramón III de Pallars Jussá, y el condado de Pallars Sobirá, que quedó en manos de Guillermo II de Pallars Sobirá. A la muerte de este último, comenzó una época marcada por la guerra civil entre los dos condados, que acabó en 1094 con la separación definitiva de los dos Pallars.
Los territorios de los dos Pallars no correspondían con lo que son los límites comarcales actuales. La principal diferencia es que la Vall Fosca, que pertenece a la comarca del Pallars Jussá, había pertenecido históricamente al condado de Pallars Sobirá. Los condados estaban bajo el control de un conde, no siempre en posesión, y, por tanto, los límites eran variables y no marcaban casi nunca un territorio continuo.
En la comarca se conservan lugares históricos de la guerra civil española y búnkeres utilizados por el ejército republicano, como el de La Posa, en Isona, en los que se puede observar todavía la forma de los sacos de tierra que se juntaban para formar el encofrado de los muros.

## Municipios
| Municipio                                         | Habitantes | Municipio                             | Habitantes |
| ------------------------------------------------- | ---------- | ------------------------------------- | ---------- |
| Abella de la Conca                                | 165        | Castell de Mur                        | 168        |
| Conca de Dalt                                     | 446        | Gabet de la Conca (Gavet de la Conca) | 300        |
| Isona y Conca Dellá (Isona i Conca Dellà)         | 1053       | Llimiana                              | 162        |
| Puebla de Segur (la Pobla de Segur)               | 3073       | Salás del Pallars (Salàs de Pallars)  | 369        |
| San Esteban de la Sarga (Sant Esteve de la Sarga) | 134        | Sarroca de Bellera                    | 126        |
| Senterada                                         | 140        | Talarn                                | 436        |
| Torre de Capdella (la Torre de Cabdella)          | 747        | Tremp(capital)                        | 6288       |